# Hemithyrsocera tessellata
Hemithyrsocera tessellata är en kackerlacksart som först beskrevs av Rehn, J. A. G. 1904.  Hemithyrsocera tessellata ingår i släktet Hemithyrsocera och familjen småkackerlackor.
Artens utbredningsområde är Thailand. Inga underarter finns listade i Catalogue of Life.